# Seč (powiat Pilzno Południe)
Seč – gmina w Czechach, w powiecie Pilzno Południe, w kraju pilzneńskim. Według danych z dnia 1 stycznia 2014 liczyła 296 mieszkańców.